# Окгейзен
Окгейзен (нід. Ockhuizen) — селище в нідерландській провінції Утрехт. Входить до муніципалітету Утрехт. Складається з близька 10 фермерських домогосподарств.